# 瑙吉埃切德
瑙吉埃切德是匈牙利的城鎮，位於該國東北部，由索博爾奇-索特馬爾-貝拉格州負責管轄，面積43.87平方公里，2011年人口6,120，其中約八成居民信奉基督教。